# Kingstree (Dél-Karolina)
Kingstree település az Amerikai Egyesült Államok Dél-Karolina államában, Williamsburg megyében, melynek megyeszékhelye is. Lakosainak száma 3244 fő (2020. április 1.).

## Népesség
A település népességének változása:

| 2010 | 3 328 |
| 2020 | 3 244 |